# Пежанський Олександер Григорович
Олександер Григорович Пежанський (2 листопада 1892, Львів — 31 серпня 1972, Даунерс Гроув) — український архітектор і фотохудожник, живописець, вояк Української Галицької армії. Син архітектора Григорія Пежанського.

## Життєпис

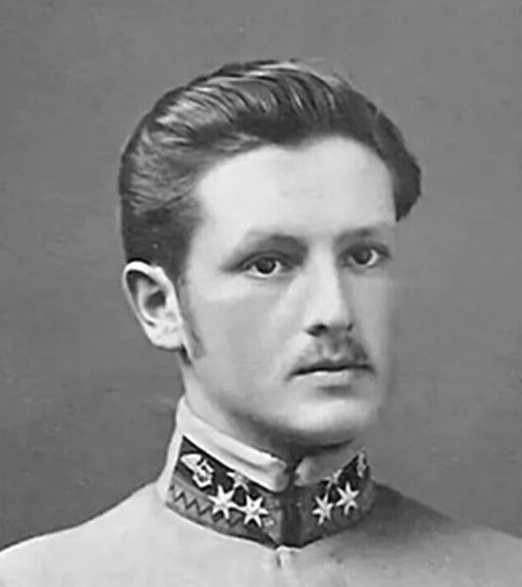
Олександер Пежанський під час служби в армії Австро-Угорщини

Народився 2 листопада 1892 року у Львові в родині архітектора Григорія Пежанського. Закінчив львівську гімназію. Від 1910 року навчався у Львівській політехніці. У цей час разом зі старшим братом Володимиром був членом напіваматорського оркестру учнів Львівської академічної гімназії та консерваторії. Брав участь в імпрезах хору «Бандурист». Навчався гри на скрипці в Музичному інституті ім. Лисенка. Член студентського товариства техніків «Основа», де на канікулах проводив курси з нарисної геометрії для абітурієнтів Політехніки. Захоплювався фотографією і живописом. 
Під час першої світової війни перервав навчання і був мобілізований до австрійського війська. Брав участь у воєнних діях на східному та південному фронтах. 1917 року зумів продовжити навчання у Відні. 1918 року склав дипломний іспит у Львові. 1919 року зголосився до Української Галицької армії. 
Пізніше працював у Львові архітектором. Проєктував житлові, громадські, та культові споруди у стилях модерну та функціоналізму у Львові та різних населених пунктах Західної України. Був членом Карпатського лещатарського клубу, Туристично-краєзнавчого товариства «Плай», Союзу українських власників реальності у Львові. 
1933 року одружився, 1936 народилась єдина донька. У Львові проживав на вулиці Пелчинській, 22, кв. 11 (тепер вулиця Вітовського).
Під час другої світової війни виїхав із родиною до Польщі в м. Катовиці, де працював архітектором. Ухвалою від 16 червня 1955 року відзначений медаллю 10-ліття Народної Польщі. 
1966 року виїхав до США. Писав спогади про часи служби в УГА. Помер 31 серпня 1972 року в селі Даунерс Гроув (Downers Grove) поблизу Чикаго. 

### Родина
Дружина Ірина з дому Макарушка (1905—1995) і донька Дарія Ярошевич — активісти українських громадських організацій у Чикаго. Молодший брат Михайло Пежанський (1900—1987) — інженер-будівельник, термінограф.

## Фотографія
Одним із захоплень Олександра Пежанського була фотографія. Активний член Українського фотографічного товариства (УФТ), Пежанський одним із перших у Галичині зацікавився кольоровою фотографією. Брав участь у багатьох виставках УФТ у Львові, а після радянської окупації — у виставках Товариства в США. Здобув першу нагороду на виставці у Нью-Йорку (чорно-біла світлина під назвою «Спрацьовані руки»). Друкував роботи у журналі Спілки українок Америки, в інформаційному листку Українського конгресового Комітету Америки. Стараннями доньки Дарії Пежанської (Ярошевич) видавництвом Світло й Тінь 1992 року видано фотоальбом «Ностальгія» до 100-річчя з дня народження Олександра Пежанського (упорядник Василь Пилип'юк). До альбому увійшли світлини Прикарпаття початку XX століття та відомих релігійних діячів Західної України.

## Архітектурні роботи
- Нереалізований проєкт будинку бібліотеки для василіянського монастиря св. Онуфрія у Львові (1925)[7].
- Реставраційні роботи в будинках Народного дому у Львові (1927)[8].
- Проєкт церкви у селі Стрілків Стрийського району. Розроблений 1927 і доповнений 1929 року. До 1939 року будівництво не завершено і продовжено лише 1999 року за проєктом, допрацьованим А. Олійником[9].
- Церква святої Параскеви в селі Ільник Львівської області (1928)[10].
- Первинний проєкт реконструкції вілли Шухевичів на вулиці Барвінських, 7 від 1928 року. Перебудову завершено лише 1936 року під керівництвом Ярослава Фартуха-Філевича[11].
- Житлові будинки № 26—40 на вулиці Пісковій у Львові для українського кооперативу «Власна хата» (1927—1929)[12].
- двоповерхова торговельно-промислова споруда «Маслосоюзу» між вулицями Братів Міхновських та Головацького у Львові (1932)[13].
- Домівка Карпатського лещатарського клубу у Славському. Проєкт 1932 року був затверджений товариством[1] і до кінця року майже повністю реалізований[14].
- Церква святого Миколая в селі Ямниця Тисменицького району Івано-Франківської області. Збудована протягом 1933 року. Спорудженню передував інший проєкт авторства Льва Левинського, до реалізації якого не дійшло[4][15].
- Церква Царя Христа у стилі ар деко в Івано-Франківську (1928—1935)[16].
- Високогірна база-притулок українського Туристично-краєзнавчого товариства «Плай» на полонині Плісце в Ґорґанах, під горою Ґрофою. Проєкт в оригінальному бойківському стилі виконано Пежанським безкоштовно, реалізовано протягом 1933—1935 років[2].
- Мурована церква в селі Потелич, завершена 1936 року[17].
- Керівництво спорудженням шпиталю Народна лічниця на нинішній вулиці Озаркевича, 4 у Львові. Проєкт Євгена Нагірного[18][19]. Будівництво тривало у 1931—1937 роках[20].
- Церква в Озерянах Борщівського району (1937)[21].
- Проєкт церкви для села Лівчиці Городоцького району, розроблений 1929 року. Спорудження розпочато 1938 року після переробки проєкту архітектором Юрієм П'ясецьким. До 1939 не завершено[22].
- Модернізація проєкту мурованої церкви Успіння Богородиці в Бориславі (будівництво у 1928—1931 роках, первісний проєкт Сергія Тимошенка, керував спорудженням Лев Шелевич)[23].
- Прибутковий житловий будинок для товариства «Карпатія» на вулиці Глибокій, 11 у Львові (1938—1939)[24]
- Добудова вілли Дуніковських на вулиці Драгоманова, 42 у Львові для потреб музею[20].
- Мурована церква у селі П'ятниця. Спорудження розпочато 1935 року, але до 1939 не завершено. 1989 року будівництво продовжено[25].
- Конкурсний проєкт відбудови церкви Святого Духа у Львові, друга нагорода (1942, співавтор Оттон Федак)[26]. Девіз проєкту — «Чорний хрест у колі»[27].
- Проєкти народних домів для Звиняча і Космача Косівського району (не пізніше 1930).[28]